# David Burke
David Burke (Liverpool, 1934. május 25. –) angol színész. 
Legismertebb szerepe Dr. Watson volt a Granada Television 1980-as években készített Sherlock Holmes kalandjai sorozatában, Jeremy Brett mellett.

## Életpályája
Az angliai Liverpoolban született az Egyesült Királyságban és a Drámaművészeti Királyi Akadémián tanult. Rendkívül élethűen személyesítette meg Holmes segédjét, ezzel közelebb állt Watson doktor szerepéhez, mint előtte bárki más. Bár 13 epizód után elhagyta a sorozatot, A végső problémával befejezve, hogy több időt töltsön feleségével (Anna Calder-Marshall színésznővel) és fiával (Tom Burke, aki szintén színész). Dr. Watson szerepében Edward Hardwicke váltotta fel, akit maga ajánlott a stábnak. Ken Mallory atyát játszotta az Isteni sugallat című televíziós sorozatban.